# Borszczewo (obwód iwanowski)
Borszczewo (ros. Борщево) – wieś (dieriewnia) w Rosji, w obwodzie iwanowskim, w rejonie rodnikowskim. W 2021 liczyła 24 mieszkańców.